# فلام تترا
فلام تترا (باللاتينية: Hyphessobrycon flammeus)، (بالإنجليزية: Flame tetra)  تنتمي لعائلة كارسيدي خراقينية، موطنها الأصلي  البرازيل. وهي سمكة صغيرة من أسماك المياه العذبة .